# (137052) Тьельвар
(137052) Тьельвар (др.-сканд. Þjelvar) — околоземный астероид из группы аполлонов, характеризующийся крайне вытянутой орбитой, из-за которой в процессе своего движения вокруг Солнца он пересекает орбиты всех четырёх планет земной группы: от Меркурия до Марса и принадлежит к спектральному классу V. Астероид был открыт 21 марта 1998 года американским астрономом К.-И. Лагерквистом в обсерватории Ла-Силья и назван в честь юноши по имени Тьельвар, персонажа германо-скандинавской мифологии.

Орбита астероида Тьельвар и его положение в Солнечной системе